# Josef Jan Kovařík
Josef Jan Kovařík (anglicky Josef John Kovarik, 11. července 1870 Spillville, Iowa – 19. února 1951 New York) byl americký hudebník a houslista českého původu.

## Život

### Mládí
Narodil se ve Spillville v americkém státě Iowa v americko-české rodině. První hudební lekce získal od svého otce Jana Josefa Kovaříka (1850–1939), který ve svých 18 letech přišel z obce Všeteč v jižních Čechách, tehdejší součásti Rakouska-Uherska, do vesnice Spillville v Iowě a po mnoho desetiletí zde působil jako varhaník, sbormistr a učitel hudby, stejně jako v dalších v česko-německých komunitách států Iowa a Minnesota.

### Hudební kariéra
Josef studoval na hudební škole v Milwaukee a v letech 1889–1892 absolvoval hudební vzdělání na konzervatoři v Praze. Při pobytu zde se náhodou setkal s hudebním skladatelem Antonínem Dvořákem, když Dvořáka v pražském knihkupectví Františka Urbánka zaujal mladík, který si četl americké noviny. Dvořák, který v té době již souhlasil, že odjede do USA a bude tam vést ústav Národní konzervatoře, nabídl Kovaříkovi, aby se stal jeho sekretářem, a v roce 1892 Kovařík spolu s Dvořákem a jeho rodinou přijeli do New Yorku. Protože Dvořák prudký rytmus života města dobře snášel, pozval jej Kovařík o letních prázdninách do svého rodného domu ve Spillville, což na Dvořáka příznivě působilo: během 11 červnových dnů roku 1893 napsal jedno ze svých zásadních děl – 12. smyčcovém kvartetu a několikrát jej zde zahrál, přičemž part prvních houslí svěřil Kovaříkovi a zapojil také jeho další příbuzné. Rovněž zde Dvořák zkomponoval svůj Smyčcový kvintet op. 97.

### Pozdní léta
Kovařík byl posléze angažován u New York Philharmonic Orchestra, kde strávil celkem 41 let. Připojil se také ke smyčcovému kvartetu Dannreuther, se kterým v roce 1896 uvedl jako součást kvarteta v Carnegie Hall americkou premiéru dalšího Dvořákova díla, 13. smyčcového kvartetu. Později, od roku 1910, hrál na violu v souboru Bernard Sinsheimer Quartet.

### Úmrtí
Zemřel 19. února 1951 ve věku 80 let.